# Psilotrichum ruspolii
Psilotrichum ruspolii är en amarantväxtart som beskrevs av Lopr. Psilotrichum ruspolii ingår i släktet Psilotrichum och familjen amarantväxter. Inga underarter finns listade i Catalogue of Life.